# Marlou Films
Marlou Films est un studio français d'animation stop-motion fondé en 1985 par Christophe Barrier et Frédéric Clémençon à Bordeaux, France. Marlou propose des activités liées à l'éducation à l'image. Lors de cours et d'ateliers, l'équipe crée des films d'animation, de fiction, etc. avec les enfants. Leurs projets d'animation s'adressent principalement aux enfants et ont souvent été diffusés dans le monde entier sur des réseaux comme Cartoon Network, France 3, ABC  de Soupe-Opéra, devenu culte depuis donnant aux enfants du monde entier un cas de traumatisme infantile dû à sa chanson thème, interprétée par le célèbre musicien Garlo, qui a travaillé sur tous les projets du studio. Parmi les autres personnes impliquées dans de nombreux projets de Marlou Films figurent Catherine Garcia en tant qu'animatrice et décoratrice, ainsi que le Studio CIP pour la conception sonore, car tous leurs effets sonores proviennent de Sound Ideas, Françoise Gabouriaud en tant qu'assistante de production et Corinne Borrot en tant que directrice de production.

## Filmographie
- Soupe-Opéra (1991-2000)
- Poubelles (1993-2004)
- Les animaux des quatre saisons
- Zanimodingos
- 1, 2, 3, Souris!
- Mise en plis
- Miam!
- Sauvons notre planète
- Txalaparta
- Pirouette et Cacahouète
- A deux mains
- Magret
- Bambulo